# Mine de Brzeszcze
 (mars 2025).
La mine de Brzeszcze est une mine souterraine de charbon située en Pologne.